# Lepanthes hymenoptera
Lepanthes hymenoptera är en orkidéart som beskrevs av Carlyle August Luer och Alexander Charles Hirtz. Lepanthes hymenoptera ingår i släktet Lepanthes och familjen orkidéer.
Artens utbredningsområde är Ecuador. Inga underarter finns listade i Catalogue of Life.